# شيدي (الصين)
شيدي (بالصينية: 西递)، هي قرية في مقاطعة يي في منطقة هويتشو التاريخية في محافظة آنهوي في الصين. بٌنيت لأول مرة في عهد هوانغيو (1049 - 1053) من سلالة سونغ.

## معرض الصور

شيدي
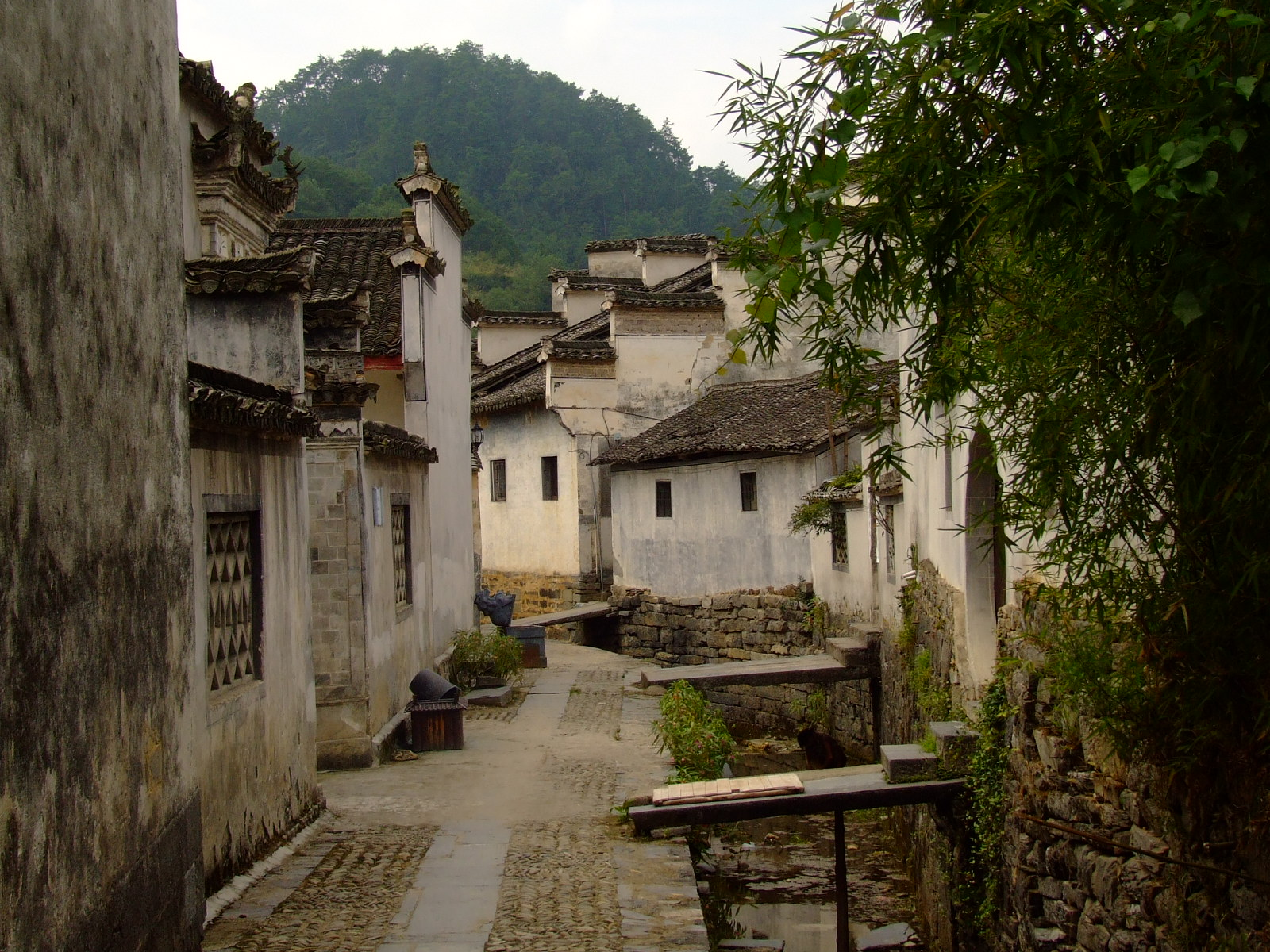
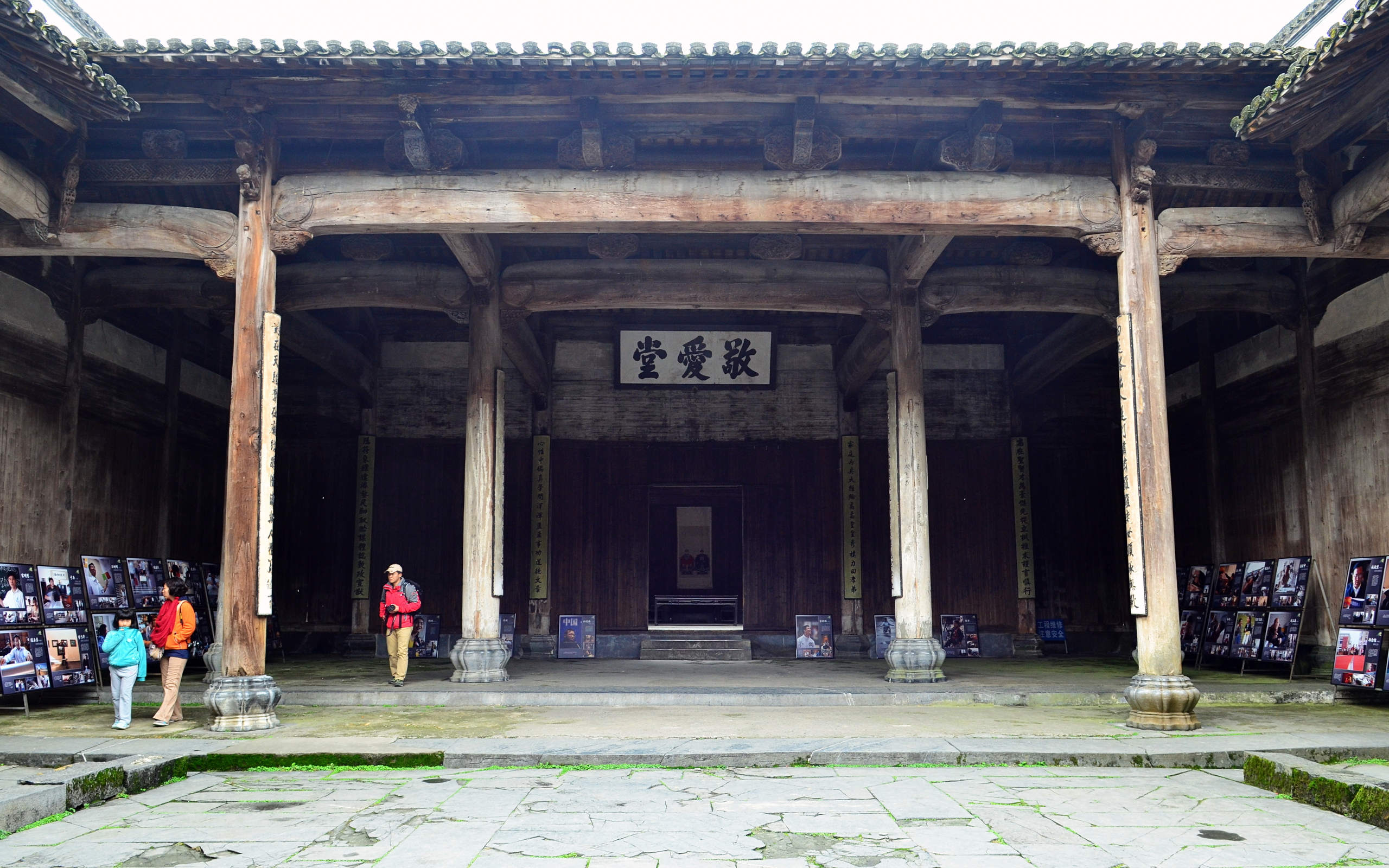
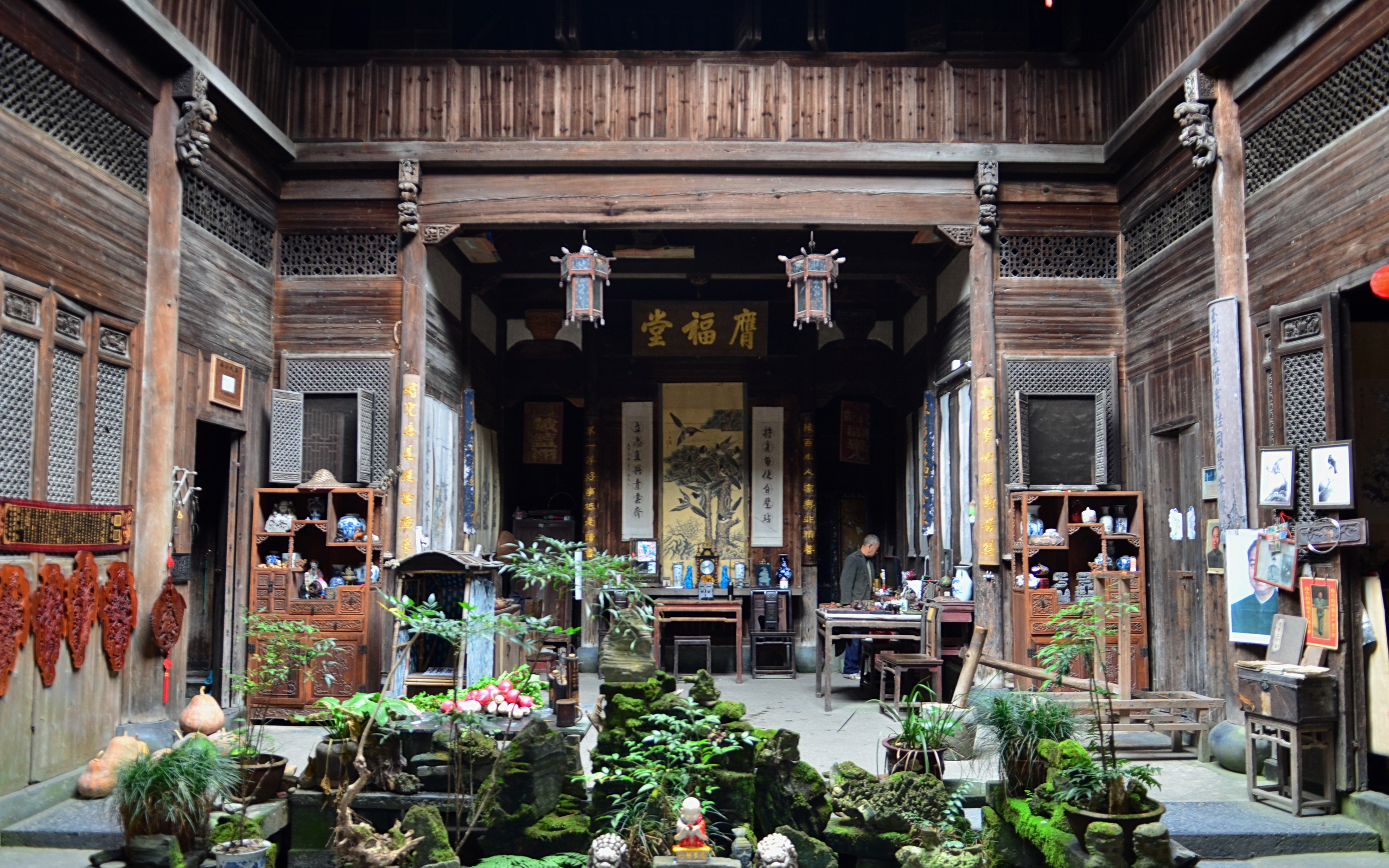
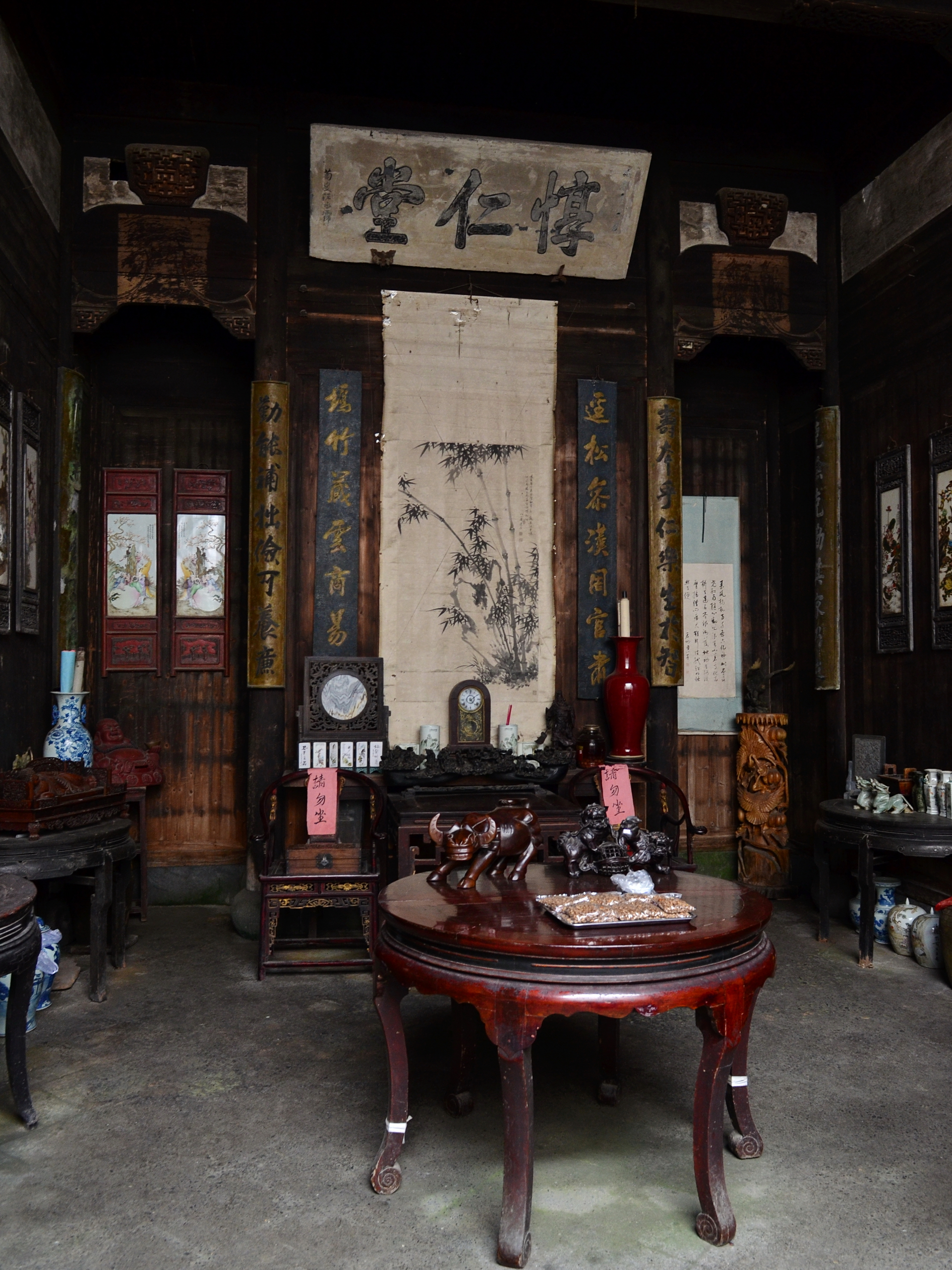

## انظر ايضاً
- قائمة مواقع التراث العالمي في الصين